# Валгейыэ
Ва́лгейыэ (эст. Valgejõe) — деревня в волости Куусалу уезда Харьюмаа, Эстония.

## География и описание
Расположена в северной части Эстонии, в 50 километрах к востоку от Таллина у шоссе Таллин—Нарва. Высота над уровнем моря — 85 метров.
На территории деревни расположен заповедник Валгейыэ, площадь которого составляет 4,8 га. Основан в 2005 году в целях охраны реки Валгейыги и впадающих в неё ручьев, а также мест обитания змееедки рогатой и обыкновенного подкаменщика.
Климат умеренный. Официальный язык — эстонский. Почтовый индекс — 74712.

## Население
По данным переписи населения 2021 года, в Валгейыэ проживал 31 человек, все — эстонцы.
Численность населения деревни Валгейыэ по данным переписей населения:
| Год  | 1959 | 1970 | 1979 | 1989 | 2000 | 2011 | 2021 |
| ---- | ---- | ---- | ---- | ---- | ---- | ---- | ---- |
| Чел. | 78   | ↘ 56 | ↘ 47 | ↘ 44 | ↘ 39 | ↘ 33 | ↘ 31 |

## История
Изначально, в XIII веке деревня Валгейыэ  («Белая речка») находилась на месте современной деревни Ванакюла («Старая деревня»). Примерно в начале XVII века центр деревни переместился на несколько километров к югу, к дороге из Таллина в Нарву, к переправе реки, где стояла корчма. От северной части Ванакюла отделились деревни Паркси и Ныммевески. Из-за того, что местные владения находились на границе исторических уездов Харьюмаа и Вирумаа, их границы постоянно менялись. Только с 1939 года, когда граница уездов подвинулась на несколько километров на восток, земли Валгейыэ, Ванакюла и Паркси перемещались между разными административными формированиями всегда вместе. Это создало основу для появления тройки исторических деревень.

### Основание деревни
Первое упоминание о деревне датируется 20 сентября 1290 года: датский король Ерик Менвед расширил владения готландских цистерцианцев вокруг монастырского хозяйства в Колга, именовав в том числе и Витена (Witena), то есть деревню Валгейыэ. Памятник о первом письменном упоминании деревни поставил здесь в 1992 году каменщик Андрес Аллмяги (Andres Allmägi) из деревни Паркси.

### Корчма и лесничество
После гибели шведского полководца Понтуса Делагарди его родственник капитан Иоган Делабланк провёл 9 декабря 1585 года ревизию принадлежавшей погибшему мызы Кольк (Колга). В ревизионных документах сохранился полный текст арендного договора подорожной корчмы Витена. Этот день в деревне отмечается как день рождения винодельни «Вейнивилла» («Veinivilla»), которая действует здесь с 2014 года. Последний владелец корчмы Витена Яcка Вийкман (Jaska Viikman) закрыл её в конце XIX века. С начала XX века здесь вели хозяйство лесники мызы Кольк, а позже — Валгейыэское лесничество.

### Северная война
16 июня 1704 года в окрестностях деревни Валгейыэ произошла Лясна-Валгейыэская битва. 5000 русских кавалеристов и 1000 пехотинцев под командованием полковника Карла-Эвальда Рённе выбили из укреплённых позиций в Валгейыэ 1400 шведских кавалеристов под командованием генерал-майора Вольмара Антона фон Шлиппенбаха. На русской стороне погибли 100, на шведской — 60 бойцов. В русский плен попали 50 шведских кавалеристов, в том числе начальник отряда эстляндских дворян Фриц Вахмайстер (Fritz Wachtmeister). Согласно народному преданию, павшие русские воины похоронены на т.н. Русском холме, в нескольких сотнях метров от деревни в сторону Таллина.

### Эстонская освободительная война
22—24 декабря 1918 года, в ходе Эстонской освободительной войны у деревни состоялась Валгейыэская битва. Части 4-го и 5-го полков Эстонского народного войска отступали, наступали Ревельский коммунистический стрелковый полк (состоявший тогда в основном из эстонцев и финнов) и отряд матросов. На стороне народного войска в бою участвовали 234 бойца, двое были убиты. Среди красных был один раненый. Памятник о той битве (автор Андрес Аллмяги) установили здесь спустя ровно 100 лет.

### Валгейыэский мост
Дорога из Таллина в Нарву проходит через деревню как минимум с конца XVII века. Хотя, согласно народному преданию, уже со времён шведского правления здесь стоял мост на пяти арках, на бумаге он обозначен впервые только в 1784 году на карте границ Ревельского и Везенбергского уездов . Рядом с мостом с арками в 1914 году построили новый, но он был взорван отступающими частями вермахта в сентябре 1944 года. После нескольких временных сооружений бетонный мост восстановили только в 1957 году. Новая дорожная трасса, которую построили в связи олимпийской регатой в Таллине, с 1981 года переправила основное транспортное движение южнее от центра деревни.

### Советская Эстония
В советское время в деревне располагался центр Валгейыэского лесничества и шерстоткацкая фабрика комбината бытового обслуживания «Харью». В 1976 году здесь насчитывалось 47 жителей.

## Происхождение топонима
Название деревни дано по реке Валгейыги, на берегах которой она расположена.